# Sinthusa aspra
Sinthusa aspra är en fjärilsart som beskrevs av William Doherty 1891. Sinthusa aspra ingår i släktet Sinthusa och familjen juvelvingar. Inga underarter finns listade i Catalogue of Life.